# Transfiguração (Lotto)
Transfiguração é uma pintura a óleo sobre painel assinada do episódio evangélico Transfiguração de Jesus por Lorenzo Lotto, produzida em 1510-1512 para a igreja de Santa Maria di Castelnuovo e agora no Museo civico Villa Colloredo Mels em Recanati. Pode ter tido originalmente uma predela, parte da qual é Cristo Guiando os Apóstolos ao Monte Tabor (Museu Hermitage).

## Temática
A Transfiguração de Jesus é um episódio do Novo Testamento no qual Jesus é transfigurado (ou metamorfoseado) e se torna radiante no alto de uma montanha. Os Evangelhos sinópticos e uma epístola de São Pedro fazem referência ao evento. Nestes relatos, Jesus e três de seus apóstolos vão para uma montanha (conhecida como Monte da Transfiguração. Lá, Jesus começa a brilhar e os profetas Moisés e Elias aparecem ao seu lado, conversando com ele. Jesus é então chamado de Filho por uma voz no céu – presumivelmente Deus Pai – como já ocorrera antes no seu batismo.